# Académie du cinéma catalan
L'Académie du cinéma catalan, en catalan Acadèmia du Cinema Català , est l'institution officielle du cinéma en Catalogne. 
Elle est notamment l'instance qui attribue les célèbres Prix Gaudí du cinéma.

## Présentation et histoire
L'Académie est une association à but non lucratif créée pour regrouper le secteur cinématographique catalan dans une organisation de prestige. Elle est fondée le 21 février 2008 par 46 professionnels représentatifs des différents milieux de l'industrie du cinéma: réalisateurs, acteurs, producteurs, photographes, directeurs de casting, scénaristes, techniciens. L'académie attribue les célèbres Prix Gaudí, depuis le 19 janvier 2009, dont le trophée est dessiné par Montserrat Ribé i Parellada et David Martí. 
Joel Joan, acteur et réalisateur, est le premier président de l'Académie, nommé officiellement le 12 novembre 2008. La directrice et productrice Isona Passola lui succède en 2013. Son vice-président est Sergi López.
La présidente actuelle est la cinéaste Judith Colell.